# Ascorp
ASCorp ist die Abkürzung für die angolanische Diamant-Handelsgesellschaft Angola Selling Corporation. Das Unternehmen ist ein Joint Venture von Endiama, Lev Leviev Group und Omega Diamonds. Sie verkauft die im rohstoffreichen südwestafrikanischen Land gewonnenen Rohdiamanten auf dem Weltmarkt. 

## Geschichte
Sie wurde als Ascorp - Diamond Trading Company im Jahr 2000 in Luanda gegründet. Ihr Vorstandsvorsitzender ist Firmino Valeriano. Die Organisation ist teils staatlich, sowie privat aufgeteilt. Außer privaten Investoren ist ebenso die Regierung von Angola Aktionär des Unternehmens. Als Grundregel gilt, dass alle Transaktionen über die angolanische Diamant-Handelsfirma Endiama abgewickelt werden müssen. Dieses nationale Unternehmen wurde 1981, einerseits durch Fonds des Staates Angola, als auch der Öffentlichkeit gebildet. Der Hauptsitz von Ascorp ist in Luanda.
Ascorp (Angola) ist ein Joint Venture mit 51 Prozent Beteiligung des Staates Angola, dem jüdischen Diamantenhändler Lev Leviev und Omega Diamonds, Antwerpen, Belgien und Endiama (Empresa Nacional de Diamantes de Angola). Lev Leviev, der angeblich das Konzept der Ascorp den Angolanern verkaufte, überwacht inzwischen das Marketing von angolanischen Diamanten.

## Bekämpfung des Diamantenschmuggels
Angolas Diamanten waren Jahrzehnte Finanzquelle der Rebellenarmee der Unita unter Jonas Savimbi. Heute sind Gewinne aus Diamantenverkauf Teil der Selbstbedienung durch Angolas Regierungseliten. Strenge Vorschriften im Bergbau zur Kontrolle der Verbreitung der sogenannten Blutdiamanten führten zum Ergebnis, dass sich die Diamanten-Branche inzwischen auf eine Handvoll respektabler Unternehmen konzentriert. Als erfolgreichste unter ihnen gilt die angolanische Ascorp.
Nach angolanischen Gesetz muss der gesamte Diamantenhandel durch Endiama selbst oder eine ihr nahestehende Organisation vollzogen werden, eine Rolle die Ascorp (Angola) seit ihrer Gründung im Februar 2000 ausfüllte. Ascorp unterstützt die Regierung bei ihrem laufenden Programm dem illegalen Diamantenhandel Herr zu werden und zu registrieren. Ascorps wichtigste Ziele sind dabei, den Diamantenschmuggel zu bekämpfen, so wie es die Vereinten Nationen in Resolutionen verlangten. Außerdem die Umsätze zu steigern, um den Staatshaushalt abzusichern sowie Reinvestitionen der Gewinne in andere Bereiche der sich im Aufbau befindlichen angolanischen Wirtschaft. Und zwar deshalb, weil Diamanten eine nicht erneuerbare Ressource darstellen.

## Gerüchte um verschobene Dollar-Milliarden
Die Organisation kam 2001 jedoch vorübergehend in die Schlagzeilen, weil sie das ganze Diamantengeschäft Angolas in ihren Zuständigkeitsbereich und damit an sich gerissen hatte. Es wurde kolportiert und vermutet, dass durch eine bewusst herbeigeführte Preissenkung für Rohdiamanten, dem Schmuggel Vorschub geleistet, und somit Unmengen Geld ins Ausland verschoben werden sollten. Man vermutete auch, dass die Aktionäre der Gruppe Ascorp gut mit dem Präsidenten Angolas, José Eduardo dos Santos verbunden seien um den im Diamanthandel erzielten Gewinn millionenfach ins Ausland verschwinden zu lassen. Tatsächlich verschwanden in dieser Zeit nachweislich hohe Dollar-Milliarden in unbekannte Kanäle. Ebenfalls wurden Gerüchte verbreitet, dass Ascorp (Angola) im illegalen Waffen- und Munitionshandel verwickelt gewesen ist.

## Aufstände und Unruhen in Angolas Diamanten-Gebieten
Aufgrund allgemeiner Unzufriedenheit der kleinen Diamantenschürfer und der daraus regelmäßig aufflackernden Aufstände mit Todesopfern im Diamantabbaugebiet der Provinz Lunda, beendete die Regierung im Jahr 2003 das vierjährige Monopol von Ascorp. Die Diamant-Marketing-Firma war deshalb gezwungen, mit anderen privaten Unternehmen zu konkurrieren, um an Diamanten zu kommen. 
So berichteten im Oktober 2008 die Einwohner aus den Provinzen Lunda Norte und Lunda Sul, den Diamantgebieten in Nordost-Angola, sie seien Opfer von systematischer Gewalt, Demütigung, Vergewaltigung, Entbehrung, Verhaftung und Vertreibung geworden. Massive Übergriffe der Militärs haben Hunderttausende, davon ein großer Teil aus der VR Kongo, zur Flucht aus den Diamantengebieten veranlasst. Diamanten seien  die Ursache ihres Leidens. Als Schuldige werden die Regierung (Militär), die Diamant-Unternehmen und die private Sicherheitsfirma Alfa-5 genannt, die mit rüden Methoden, Arroganz und Vertreibung ihre Geschäftsideen gegenüber den kleinen Garimpeiros (Bergleute) schützten und das bislang auch etliche Todesopfer forderte.

## Aktuelle Situation
Heute geht jeder legale Ankauf von Angolas Rohdiamanten ausschließlich über eine Firma namens Sodiam (Sociedade de Comercialização de Diamantes de Angola), in der Lev Leviev auch einen Anteil besitzt. Sodiam, verantwortlich für das Marketing, ist eine 99-prozentige Tochtergesellschaft des staatlichen Bergbauunternehmens Endiama. Im weiteren Verlauf werden die Diamanten über Ascorp dem breiteren Markt zugänglich gemacht und kanalisiert. Die Vereinbarung zwischen Leviev und Angola scheint gut zu funktionieren, obwohl die Verkäufer murren und unzufrieden sind. Ascorp, einziger legaler Diamanten-Vermarkter, hält das Geschäft mit Angolas Diamanten fest in der Hand.
Angola verstärkt in jüngster Zeit die Bemühungen um eine Diversifizierung des Bergbaus, um die Abhängigkeit von dem dominierenden Diamantensektor zu verringern. Ein entsprechendes Programm wurde vom Bergbauministerium bekanntgegeben. Auch ein neues Bergbaugesetz wurde für 2010 erwartet, aber nicht umgesetzt. Im Diamantenbergbau stehen zudem weitere Projekte an, da die Lagerstätten erst zu 50 % ausgebeutet werden.